# Бетвумен (ТВ серија)
Бетвумен (енгл. Batwoman) америчка је суперхеројска телевизијска серија коју је развила Керолин Драјс. Заснива се на Ди-Си комиксовом лику Бетвумен чији су творци Џеф Џонс, Грант Морисон, Грег Рака, Марк Вејди Кир Џифен. Серија се емитује од 6. октобра 2019. године на Си-Даблју. Бетвумен прати Кејт Кејн која савладава своје демоне и прошлост како би постала Готамов нови симбол наде као Бетвумен.
У Србији се од 7. октобра 2019. године емитује на каналу Ејч-Би-Оу. Серија се емитује титлована на српски језик.

## Радња
Три године након што су филантроп милијардера Бруце Ваине и његов осветник алтер-ега Бетмен нестали, његова рођака Кејт Кејн намерава да савлада своје демоне и постане симбол наде штитећи улице Готама као Бетвумен.